# Henri de Mondeville
Henri de Mondeville (1260 – 1320) è considerato il primo chirurgo francese a scrivere un trattato di chirurgia.

## Biografia
Nacque probabilmente in Normandia, forse a Mondeville presso Caen o a Émondeville presso Valognes. Certamente studiò prima a Montpellier e quindi a Bologna ove apprese l'arte chirurgica dal grande Teodorico de' Borgognoni e poi dal Maestro Guglielmo da Saliceto. Trasferitosi a Parigi fu allievo anche di Lanfranco da Milano, considerato il fondatore della scuola medica parigina. 
Insegnò a Montpellier ove ebbe tra i suoi discepoli Guy de Chauliac e quindi divenne chirurgo personale del re Filippo il Bello e di suo figlio Luigi X le Hutin (il litigioso). 
Ciò gli consentirà di seguire come chirurgo alcune campagne militari e di fare molta pratica sulle lesioni traumatiche da arma bianca.
Henri de Mondeville è l'autore di un'opera monumentale: Chirurgie che non riuscì a completare per una morte precoce probabilmente dovuta a tubercolosi. Quest'opera come quella del suo quasi contemporaneo Rogerio Frugardi è eminentemente pratica. L'autore riporta tutte le tecniche chirurgiche conosciute apportandovi in alcuni casi modifiche originali e corredandola di proprie osservazioni. Di particolare rilievo, perché in controtendenza rispetto a quanto sostenuto da altri suoi autorevoli contemporanei, propose la terapia secca delle ferite che andavano lavate con vino o aceto, suturate poi bendate. In ciò egli si dissociò completamente dall'insegnamento di Rogerio Frugardi e quindi della Scuola Medica Salernitana e dalla tradizione della Scuola Araba facendo proprie invece le teorie del suo Maestro Teodorico. Praticava inoltre la legatura dei vasi sanguigni in corso di amputazione degli arti, ritornando alla tecnica seguita dai romani ed in contrasto con l'usanza araba del cauterio.